# Harri Nyyssönen
Harri Nyyssönen (Mikkeli, 15 november 1965) is een voormalig profvoetballer uit Finland, die speelde als middenvelder gedurende zijn carrière.

## Clubcarrière
Hij kwam uit voor KuPS Kuopio, Haka Valkeakoski, Kuusysi Lahti en FC Hämeenlinna. Nyyssönen beëindigde zijn loopbaan in 1999. Zijn broer Kai speelde eveneens betaald voetbal.

## Interlandcarrière
Nyyssönen kwam in totaal vijf keer uit voor de nationale ploeg van Finland in de periode 1991-1992. Onder leiding van bondscoach Jukka Vakkila maakte hij zijn debuut op 13 maart 1991 in de vriendschappelijke uitwedstrijd tegen Polen (1-1) in Warschau. Nyyssönen trad in dat duel na 60 minuten aan als vervanger van Marko Myyry (KSC Lokeren).
| Interlands van Harri Nyyssönen voor Finland | Interlands van Harri Nyyssönen voor Finland | Interlands van Harri Nyyssönen voor Finland | Interlands van Harri Nyyssönen voor Finland | Interlands van Harri Nyyssönen voor Finland | Interlands van Harri Nyyssönen voor Finland |
| №                                           | Datum                                       | Wedstrijd                                   | Uitslag                                     | Competitie                                  | Goals                                       |
| Als speler van KuPS Kuopio                  | Als speler van KuPS Kuopio                  | Als speler van KuPS Kuopio                  | Als speler van KuPS Kuopio                  | Als speler van KuPS Kuopio                  | Als speler van KuPS Kuopio                  |
| ------------------------------------------- | ------------------------------------------- | ------------------------------------------- | ------------------------------------------- | ------------------------------------------- | ------------------------------------------- |
| 1                                           | 13 maart 1991                               | Polen – Finland                             | 1 – 1                                       | Vriendschappelijk                           | 0                                           |
| 2                                           | 17 april 1991                               | Nederland – Finland                         | 2 – 0                                       | EK-kwalificatie                             | 0                                           |
| Als speler van Haka Valkeakoski             |                                             |                                             |                                             |                                             |                                             |
| 3                                           | 12 februari 1992                            | Turkije – Finland                           | 1 – 1                                       | Vriendschappelijk                           | 0                                           |
| 4                                           | 25 maart 1992                               | Schotland – Finland                         | 1 – 1                                       | Vriendschappelijk                           | 0                                           |
| 5                                           | 15 april 1992                               | Brazilië – Finland                          | 3 – 1                                       | Vriendschappelijk                           | 0                                           |

## Erelijst
KuPS Kuopio
- Beker van Finland

1989
 Haka Valkeakoski
- Landskampioen

1995
- Beker van Finland

1997